# Alan Shearman
Alan Shearman (* 15. Januar 1947) ist ein US-amerikanischer Synchronsprecher, Schauspieler und Drehbuchautor.

## Leben
Shearman begann seine Karriere Mitte der 1970er Jahre, als er zusammen mit den anderen Hauptdarstellern das Bühnenwerk Bullshot Crummond erarbeitete, basierend auf einer Idee von Ronald E. House und Diz White. Anfang der 1980er Jahre sammelte er erste Erfahrungen beim Film und hatte kleine Auftritte in den Science-Fiction-Filmen Die unglaubliche Geschichte der Mrs. K. und Die Klapperschlange. 1983 wurde, finanziert durch George Harrisons Filmproduktionsgesellschaft Handmade Films, das Bühnenwerk unter dem Namen Ein tollkühner Himmelhund verfilmt. Shearman spielte hier, wie auch auf der Bühne, die Titelrolle. Die Filmparodie wurde kein kommerzieller Erfolg, und die weitere Film- und Fernsehkarriere Shearmans beschränkte sich auf kleinere Rollen und wenige Gastauftritte in Fernsehserien. 1985 erhielt er eine der Hauptrollen in der Sitcom Mog, diese wurde jedoch nach bereits 13 Episoden abgesetzt.
Mit dem Beginn der 1990er Jahre verlagerte Shearman seinen Fokus auf die Synchronisation; zunächst arbeitete er weiterhin für das Fernsehen an verschiedenen Animationsserien, ab 2000 war er hauptsächlich mit der Synchronisation von Computerspielen beschäftigt. Unter anderem war er in den englischsprachigen Versionen von Baldur’s Gate: Dark Alliance 2, World of Warcraft  und Guild Wars zu hören. Zudem erschien im Jahr 2000 die bei Kritik und Publikum durchgefallene Filmkomödie 2002 – Durchgeknallt im All mit Leslie Nielsen in der Hauptrolle, für welche Shearman das Drehbuch geschrieben hatte. Ab Mitte der 2010er Jahre arbeitete Shearman wieder vermehrt an der Synchronisation von Animationsserien. Zudem ist er im Bereich ADR Looping tätig und steuerte Hintergrundgeräusche zu Blockbustern wie Fast & Furious 6, Die Unfassbaren 2  und Justice League bei.

## Filmografie (Auswahl)

### Film
- 1981: Die unglaubliche Geschichte der Mrs. K. (The Incredible Shrinking Woman)
- 1981: Die Klapperschlange (John Carpenter’s Escape from New York)
- 1983: Ein tollkühner Himmelhund (Bullshot)
- 1985: Wasser – Der Film (Water)
- 1996: Jackie Chans Erstschlag (警察故事4之簡單任務)
- 2000: 2002 – Durchgeknallt im All (2001: A Space Travesty)

### Fernsehen
- 1988: Raumschiff Enterprise – Das nächste Jahrhundert (Star Trek: The Next Generation)
- 1989: Harrys wundersames Strafgericht (Night Court)
- 1995: Murphy Brown